# Hajime Hosogai
Hajime Hosogai (Maebashi, 10. lipnja 1986.) bivši je japanski nogometaš.

## Klupska karijera
Igrao je između ostalog za Urawa Reds, Augsburg, Bayer Leverkusen, Herthu, Bursaspor, Kashiwa Reysol, Buriram United, Bangkok United i Thespakusatsu Gunma/Thespa Gunma.

## Reprezentativna karijera
Za japansku reprezentaciju igrao je od 2010. do 2014. godine. Odigrao je 25 utakmica postigavši 1 pogodak.
S japanskom reprezentacijom igrao je na Azijskom kupu 2011. i Kupa konfederacija 2013.

## Statistika
| Japan  | Japan | Japan |
| Godina | Nast. | Gol.  |
| ------ | ----- | ----- |
| 2010.  | 3     | 0     |
| 2011.  | 7     | 1     |
| 2012.  | 8     | 0     |
| 2013.  | 7     | 0     |
| 2014.  | 5     | 0     |
| Ukupno | 30    | 1     |

## Vanjske poveznice
- National Football Teams
- Japan National Football Team Database